# Retts syndrom
Retts syndrom är en beteendeavvikelse som nästan bara drabbar flickor. I Sverige föds ungefär 3–4 flickor varje år (1 på 10 000) med detta syndrom. Av dessa barn får 65 % dessutom epilepsi. Syndromet yttrar sig som en försening och förändring i utvecklingen hos barn som föds utan några kända tecken på sjukdom eller dysfunktion.
Utvecklingsförloppet kan delas in i fyra stadier:
1. Utvecklingen saktar ned och blir långsammare. Detta sker vid 6–18 månaders ålder.
2. Barnet slutar att tala och att använda händerna, blir ängsligt och får en skrikig period.
3. Barnet får ett stereotypt beteende och kontakten blir svårare att hålla. Detta sker vid 1–3 års ålder.
4. Aktiviteten och intresset ökar, men barnet har problem med att styra sina händer och mun och blir därför ostadig i kroppen. Hos dessa barn kan det finnas ofrivilliga handstereotypier, hyperventilation och luftslukning. Barnet kan även förlora förmågan att gå.

Orsaken till Retts syndrom är inte känd men det finns mycket som pekar på en bakomliggande genetisk sådan. Den muterade genen är belägen längst ut på X-kromosomens långa arm (Xq28) och kallas MECP2.